# Кунцевська (станція метро, Арбатсько-Покровська і Філівська лінії)
55°43′51″ пн. ш. 37°26′45″ сх. д. / 55.73083° пн. ш. 37.44583° сх. д.
«Кунцевська» (рос. Кунцевская) — кросплатформова пересадна станція Арбатсько-Покровської/Філівської ліній Московського метрополітену.
Відкрита 31 серпня 1965 на діючій дистанції Філівської лінії. З 5 липня по 31 серпня 1965 потяги прямували станцією без зупинки.
7 січня 2008 , після завершення будівництва Строгінської дільниці Арбатсько-Покровської лінії, станція була передана до її складу разом з діючою дистанцією «Кунцевська» — «Крилатське» . При цьому вона стала кінцевою для Філівської лінії, а між двома лініями була організована кросплатформова пересадка.

## Технічна характеристика
Конструкція станції — наземна відкрита.
Стара платформа побудована з уніфікованих конструкцій наземного типу і з двох боків захищена від опадів бетонними навісами.
Новий пересадний вузол побудований на місці вільного прогону під Рубльовським шляхопроводом. Будівництво нової платформи здійснено паралельно існуючій, співвісно з нею на тих же висотних відмітках. Довжина нової платформи та існуючої, з урахуванням її подовження, становить 162 м.

## Вестибюлі та пересадки
Вестибюлі станції — дворівневі. Касовий зал розміщений на рівні тротуару Рубльовського шосе та сполучений з кожною платформою тримаршевими сходами, нижчий рівень — пересадний, сполучений з кожною платформою двомаршевими сходами. Між собою рівні вестибюля сполучений двома одномаршовими сходами.
Вертикальне сполучення між платформами і кожним з вестибюлів також забезпечується ліфтами для обслуговування маломобільних груп населення.
Вихід у місто через наземні вестибюлі на Рубльовське шосе, до Молдавської і Малої Філівської вулиць, залізничної станції Кунцево I — приміські потяги Смоленського напрямку Московської залізниці а також до пунктів зупинок наземного транспорту.

### Пересадки
- Станція МЦД  Кунцево I
- Кунцевська
- А: 11, 16, 45, 73, 127, 135, 178, 190, 236, 459, 464, 575, 610, 612, 688, 733; 

Колійний розвиток станції «Кунцевська»

  - обласні: 452, 1193

## Колійний розвиток
Колійний розвиток станції — 5 стрілочних переводів, протишерсних з'їзд, 1 станційна колія для обороту та відстою рухомого складу та ССГ у вигляді з'їзду між I коліями Арбатсько-Покровської лінії і Філівської лінії.
У межах станції також розташовані 2 стрілочних переводи і протишерсний з'їзд біля станції «Піонерська».
Управління стрілочними переводами та світлофорами напівавтоматичної дії здійснюється з посту централізації станції «Кунцевська» Філівської лінії.

## Оздоблення
Колони, розташовані по осі старої платформи, оздоблені білим мармуром. Підлогове покриття — асфальт. Над платформою побудовані два легких засклених вестибюля, стіни сходів і цоколі яких оздоблені білим мармуром.
Стіна нової платформи оброблена теракотовим мармуром. Підлогове покриття — вогнеоброблений і полірований світло-сірий граніт. По краю платформи, як на всіх сучасних станціях, проходить світлодіодна обмежувальна лінія. Колони — прямі, з квадратним перетином, оздоблені темним мармуром, по серединам граней пущені жолоба з нержавіючої сталі. Бази колон оздоблені чорним габро.
Колони і перекриття нового вестибюля виконані у монолітному залізобетоні, стіни з пінобетонних блоків і оздоблені панелями з композитних матеріалів, фасадним алюмінієвим профілем і натуральним каменем. В обробці застосовані помаранчевий і синій кольори.
Оздоблення технологічних і службових приміщень вирішено відповідно до естетичних, технологічних та функціональних вимогам із застосуванням високоякісних вітчизняних та імпортних матеріалів.